# Мала корела
Мала корела (лат. Cacatua sanguinea), позната и као краткокљуна корела, голооки какаду и мали какаду, је врста папагаја из породице какаду. Ово је мали бели папагај пореклом из Аустралије и јужне Нове Гвинеје. Становници Пилбаре у Западној Аустралији су их звали Birdirra и чували као кућне љубимце и оригинално као храну. Њихово перје је коришћено као украс за главу и за траке у церемонијама и плесовима.

## Таксономија
Први пронађени примерак ове врсте је уочио енглески орнитолог Џон Гоулд 1843. године.  Ова врста - cacatua sanguinea, садржи четири подврсте :
- Cacatua sanguinea normantoni
- Cacatua sanguinea transfrenta
- Cacatua sanguinea gymnopis
- Cacatua sanguinea westralensis

## Биологија мале кореле
Мала корела је по изгледу слична дугокљуној корели, међутим од осталих сличних врста се разликује по својој величини и кљуну, горња и доња вилица су сличне величине. Висина мале кореле је 36 - 39 цм, дужине до 41 цм и тежина им је 430 - 580 грама. 
Врста је препознатљива по својој белој боји, малој крести попут капе, кљун је беличасте боје, око очију им је кожа плаво-сива, гола и налик на прстен и доње перје око главе и грла им је ружичасте боје, док је перје испод крила и репа благо жуте боје. 
Разлика између мужјака и женке се не може са сигурношћу утврдити на основу спољашњег изгледа, стога се мора детаљније испитати интерним прегледом. Вокализација мале кореле се састоји од разних назалних и грлених звукова, као и шкрипа високог тона.
Већина какадуа ствара трајну везу у пару, при чему парови остају заједно током целе године. Бити врста у јату значи да младе мале кореле могу да формирају парне везе пре сезоне парења. Живот у јату такође значи да ако један члан пара умре, замена се може лако наћи у локалном јату.
Будући да је снажан летач, мала корела је способна да путује на велике удаљености до воде или богатих и поузданих извора хране. Изван сезоне парења формирају се велика јата са члановима који имају тенденцију да спавају заједно.

## Распрострањеност
Мала корела је распрострањена широм унутрашњости, северне и западне Аустралије, али избегава подручја са већим падавинама источно од Великог разводног ланца. Четири подврсте су препознате у Аустралији, а пета подврста се јавља у низијској Новој Гвинеји.
Типично, птица водотокова обрубљених дрвећем и суседних равница, мала корела користи различита станишта укључујући шуме савана, мангрове, области са изолованим дрвећем, делимично и у подручјима са високим жбуњем, а могу се наћи и у градовима, вртовима и парковима насељених места.

## Исхрана
Мале кореле су опортунисти у погледу коришћења ресурса хране. На пример, у региону полуострва Флеуриеу током пролећа, мале кореле су обично забележене како се хране семеном траве и луковицама у огради или другим травнатим површинама. 
Током лета примећено је да се скупљају у великом броју да би се хранили у оградиштима где стрништe остаје након жетве. Током касног лета и у јесен, Mале Kореле се редовно посматрају како узимају жито око хранилица и подручја где се стока снабдева сеном. У јужном ланцу Флиндерс, мале кореле се хране скоро искључиво палим житом на стрништима.

## Размножавање
Разможавање се обично дешава од августа до октобра у јужној Аустралији, иако је забележено већ у мају. Место гнезда је обично у шупљини дрвета обложеном распаднутим фрагментима дрвета, мада се могу користити и шупљине у литицама и термитним хумцима. Два до три (повремено четири) бела, овална јаја полажу се по сезони.
Период инкубације је 24 – 26 дана, а обавезе инкубације и бригу о младима деле родитељи. Младунци остају у следећој љусци око 7 недеља. Након прелетања, младе птице и њихови родитељи придружују се великом номадском јату за исхрану. Птице које се размножавају су тихе у поређењу са летњим јатима и стога могу проћи потенцијално неоткривене у одсуству намерних истраживања.

## Однос са људима
У Јужној Аустралији, мале кореле се сматрају „незаштићеном аутохтоном фауном“ и могу бити убијени од стране власника земљишта (без дозволе), заробљени или чак убијени гасом (са дозволом). Доступне су и дозволе за узимање ограниченог броја малих корела из дивљине сваке године у авикултурне сврхе. Од 2018. године организација IUCN је поставила мале кореле на црвену листу заштићених животиња као "least concern".